# Arzamas
Arzamas — просвітницький проєкт, присвячений історії культури.
Місія проєкту полягає у поширенні серед російськомовної аудиторії гуманітарного знання, а також у наданні широкому колу Інтернет-користувачів можливості знайомитися з лекціями та статтями визнаних вчених, дослідників, критиків у сфері гуманітарних наук.
Основа сайту — курси з історії, літератури, мистецтва, антропології, філософії, про культуру і людину. Курси являють собою 15-хвилинні аудіо- або відеолекції, прочитані вченими, і матеріали, підготовлені редакцією: довідкові замітки і довгі статті, фотогалереї та кінохроніки, інтерв'ю з фахівцями і списки літератури, які додатково розкривають тему. Також на сайті є «Журнал» — розділ, у якому щотижня публікуються матеріали, не пов'язані безпосередньо з темами курсів: шпаргалки, рідкісні архівні документи, рекомендації, огляди, монологи фахівців і багато іншого.

## Напрямки діяльності
- Курси, які складаються с коротких аудіо- та відеолекцій та супроводжувальних матеріалів: статей, інтерв'ю, ігор, тестів тощо.
- «Журнал», що містить переважно письмові матеріали з різноманітних тем, але також і фото- та аудіоматеріали.
- Спецпроєкти — це такі матеріали, що вирізняються оригінальністю форми та змісту серед більшості контенту. Наприклад, «Ідеальний телевізор», що містить документальні відеоматеріали із записом інтерв'ю та монологів видатних особистостей. [Архівовано 29 січня 2019 у Wayback Machine.]
- Лікбези — матеріали, що допомагають розібратися у великих темах за короткий проміжок часу. Містять короткі відео, аудіолекції та тест у цікавій формі.
- Радіо Arzamas — мобільний додаток, який дозволяє слухати аудіолекції, подкасти, спеціально начитані тексти та інші аудіоматеріали. Пропонується платна підписка.
- Події — офлайн-заходи, що проводяться у різних містах Росії та присвячені різноманітним темам: від концертів та лекцій до дитячих таборів.

## Історія
Проєкт заснували колишній головний редактор журналу «Большой город» Пилип Дзядко і засновник сайту «Теорії і практики» Данило Перушев. Сайт був запущений вранці 29 серпня 2015 року, спонсором і співавтором проєкту стала Анастасія Чухрай, дочка Павла Чухрая. Arzamas відкрився чотирма курсами: «Театр англійського Відродження» від Марини Давидової, «Історичні підробки та оригінали» від Сергія Іванова, «Правда і вигадки про циган» від наукового співробітника Інституту слов'янознавства РАН Кирила Кожанова, «Грецький проект Катерини Великої» від Андрія Зоріна. Назва проєкту походить від назви однойменного міста та літературного гуртка.
У 2015 Arzamas запустив спецпроєкт «Російська класика. Початок». У ньому чотири московських викладача літератури (зокрема Костянтин Поливанов) читають 63 відеолекції про свої улюблені твори зі шкільної програми. Також там знаходяться тематичні підбірки.
У 2016 році Arzamas почав займатися лікнепом, які допомагають засвоїти великі теми: лікбези складаються з анімованих відео, аудіолекцій і тесту для закріплення матеріалу. 
З 2016 Arzamas проводить також офлайн-лекції.
6 вересня 2017 року матеріал «Уся російська література XIX століття у 230 картках» отримав літературну премію «Книга року» в номінації «Електронна книга».
16 листопада 2017 року курс Бориса Колоницького «Революція 1917 року» на Arzamas отримав премію «Просвітник».
У 2017 році проєкт випустив мобільний додаток « Радіо Arzamas», у якому можна прослухати всі аудіолекції, подкасти та спеціально записані аудіоверсії текстів.
У 2018 році Arzamas у співпраці з РАНХиГС та Московською вищою школою соціальних та економічних наук відкрив освітній Онлайн-університет «суперкурсом» «Історія російської культури», до якого увійшли 56 лекцій 20 вчених. Автор ідеї Онлайн-університету — професор Оксфордського університету Андрій Зорін.